# ورلد فیول سرویسز
ورلد فیول سرویسز (انگلیسی: World Fuel Services) شرکت انرژی آمریکایی است، که در سال ۱۹۸۴ تأسیس شد.